# Saint-Romain-de-Jalionas
Pour les articles homonymes, voir Saint-Romain.
Saint-Romain-de-Jalionas [sɛ̃ ʁɔmɛ̃ də ʒaljɔnas] est une commune française située dans le département de l'Isère, en région Auvergne-Rhône-Alpes.
Autrefois rattachée à la province royale du Dauphiné, la commune est adhérente à la communauté de communes des Balcons du Dauphiné, dont le siège est fixé à Arandon-Passins.
Les habitants de la commune sont dénommés les Jalioromains.

## Géographie

### Situation et description
Saint-Romain-de-Jalionas est située au nord du département de l'Isère en bordure du Rhône, qui marque la limite avec le département de l'Ain. Son site archéologique du Vernai à proximité de l'église témoigne d'une occupation humaine préhistorique. Des fouilles en cours ont mis au jour une villa gallo-romaine remarquable.
La superficie est de 1 365 ha, l'altitude moyenne de 200 mètres et environ 3 000 habitants peuplent la commune, qui a su conserver un caractère rural tout en offrant aux Jalioromains un centre commercial et un tissu associatif très diversifié (30 % de la population ayant moins de 20 ans). Des groupes scolaires primaire et maternelle accueillent 300 enfants qui bénéficient d'un restaurant scolaire.

### Communes limitrophes
| Chavanoz          | Loyettes                 | Vernas  |
| Tignieu-Jameyzieu | Saint-Romain-de-Jalionas | Leyrieu |
|                   | Villemoirieu             | Crémieu |

### Géologie
Le territoire communal se situe au contact d'une zone de collines et de plateaux de hauteur modeste, dénommée L'Isle Crémieu et parsemé de blocs erratiques issus de la fonte des glaciers, à l'est et de terrains plus plats de la vallée du Rhône qui coule 5 km au nord.

### Climat
Pour des articles plus généraux, voir Climat d'Auvergne-Rhône-Alpes et Climat de l'Isère.
En 2010, le climat de la commune est de type climat océanique altéré, selon une étude du Centre national de la recherche scientifique s'appuyant sur une série de données couvrant la période 1971-2000. En 2020, Météo-France publie une typologie des climats de la France métropolitaine dans laquelle la commune est exposée à un climat de montagne ou de marges de montagne et est dans la région climatique  Bourgogne, vallée de la Saône, caractérisée par un bon ensoleillement (1 900 h/an), un été chaud (18,5 °C), un air sec au printemps et en été et des vents faibles. 
Pour la période 1971-2000, la température annuelle moyenne est de 11,6 °C, avec une amplitude thermique annuelle de 18,3 °C. Le cumul annuel moyen de précipitations est de 1 063 mm, avec 10,4 jours de précipitations en janvier et 6,9 jours en juillet. Pour la période 1991-2020, la température moyenne annuelle observée sur la station météorologique de Météo-France la plus proche, « Lyon-Saint-Exupery », sur la commune de Colombier-Saugnieu à 9 km à vol d'oiseau, est de 12,8 °C et le cumul annuel moyen de précipitations est de 862,5 mm,. Pour l'avenir, les paramètres climatiques de la commune estimés pour 2050 selon différents scénarios d'émission de gaz à effet de serre sont consultables sur un site dédié publié par Météo-France en novembre 2022.

### Hydrographie
Saint-Romain-de-Jalionas est bordée dans sa partie nord par le Rhône. Son territoire est également traversé par deux affluents de ce fleuve, la Girine et le Girondan.

### Voies de communication et transports

#### Voies de communication
En 2020, plusieurs voies départementales permettent une liaison avec les échangeurs autoroutiers de l'A43, de l'A42 et de l'A432 ainsi qu'un accès rapide aux grandes villes de la région : Lyon à 30 km à l'ouest, Bourg-en-Bresse à 50 km au nord, Chambéry à 85 km à l'est, Bourgoin-Jallieu à 25 km au sud, et l'aéroport Lyon-Saint-Exupéry à 15 km à l'ouest.

#### Transports
Saint-Romain-de-Jalionas est desservie directement par trois lignes du réseau Cars Région Isère :
- 1040 : Pont-de-Chéruy ↔ L'Isle-d'Abeau ;
- 1980 : Saint-Romain-de-Jalionas ↔ Meyzieu ;
- 1981 : Bouvesse ↔ Pont-de-Chéruy.

|                            |  |  |
| Le chemin de fer à Barens. |  |  |

Saint-Romain-de-Jalionas était autrefois desservie par le train, mais le chemin de fer de l'Est de Lyon qui reliait Lyon à Aoste via Crémieu, Saint-Hilaire-de-Brens, Soleymieu et Montalieu-Vercieu a été fermé au trafic voyageur le 31 décembre 1947. L'ancienne gare de la commune, aujourd'hui domicile privé, est située à 500 mètres du hameau de Barens.
Bien que la ligne 3 du tramway de Lyon ait été prolongée jusqu'à Meyzieu, la réutilisation de l'ancienne ligne entre Meyzieu, Pusignan, Pont-de-Chéruy et Crémieu demeure en attente de concrétisation d'un projet de tramway qui doit se concrétiser à l'horizon 2030.
En effet, la ligne Rhônexpress qui relie la gare de Lyon-Part-Dieu à l'aéroport Lyon-Saint-Exupéry en une demi-heure, s'est détournée de celle-ci afin d'éviter Pusignan pour des raisons économiques et pour ne pas mettre plus de temps que la ligne de bus qu'elle remplace, le Satobus.

## Urbanisme

### Typologie
Au 1er janvier 2024, Saint-Romain-de-Jalionas est catégorisée ceinture urbaine, selon la nouvelle grille communale de densité à sept niveaux définie par l'Insee en 2022.
Elle appartient à l'unité urbaine de Saint-Romain-de-Jalionas, une unité urbaine monocommunale constituant une ville isolée,. Par ailleurs la commune fait partie de l'aire d'attraction de Lyon, dont elle est une commune de la couronne,. Cette aire, qui regroupe 397 communes, est catégorisée dans les aires de 700 000 habitants ou plus (hors Paris),.

### Occupation des sols
L'occupation des sols de la commune, telle qu'elle ressort de la base de données européenne d’occupation biophysique des sols Corine Land Cover (CLC), est marquée par l'importance des territoires agricoles (66 % en 2018), en diminution par rapport à 1990 (67,9 %). La répartition détaillée en 2018 est la suivante : 
terres arables (36,4 %), zones agricoles hétérogènes (29,6 %), zones urbanisées (14,8 %), forêts (11,1 %), eaux continentales (3,2 %), mines, décharges et chantiers (3 %), milieux à végétation arbustive et/ou herbacée (1,9 %). L'évolution de l’occupation des sols de la commune et de ses infrastructures peut être observée sur les différentes représentations cartographiques du territoire : la carte de Cassini (XVIIIe siècle), la carte d'état-major (1820-1866) et les cartes ou photos aériennes de l'IGN pour la période actuelle (1950 à aujourd'hui).

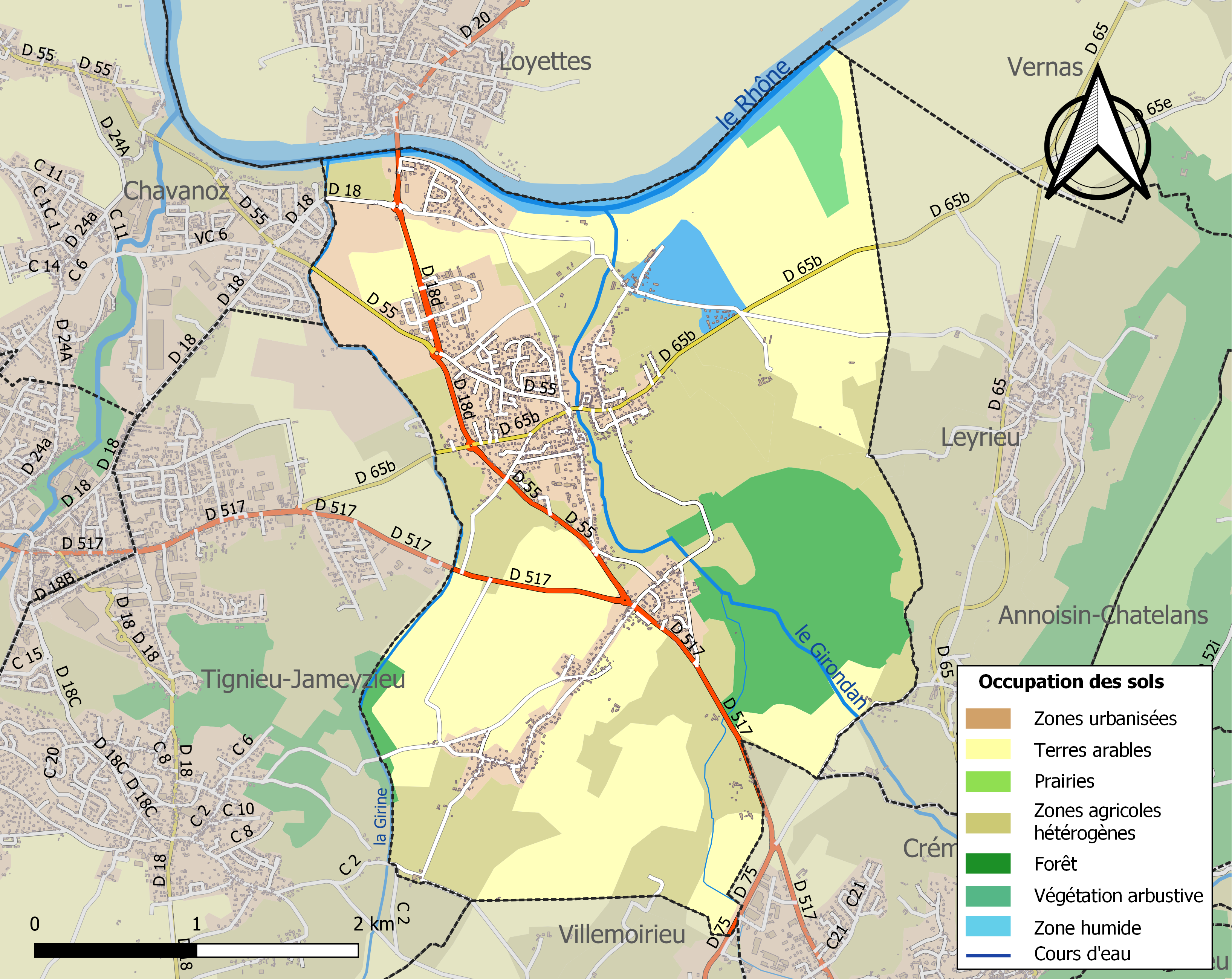
Carte des infrastructures et de l'occupation des sols de la commune en 2018 (CLC).

### Hameaux, lieux-dits et écarts
Le territoire de la commune abrite le hameau de Barens, situé sur une petite hauteur à 2 kilomètres au sud du centre bourg, entouré de terres agricoles.

### Risques naturels et technologiques majeurs

#### Risques sismiques
L'ensemble du territoire de la commune de Saint-Romain-de-Jalionas est situé en zone de sismicité n°3, comme la plupart des communes de son secteur géographique.
| Type de zone | Niveau            | Définitions (bâtiment à risque normal) |
| ------------ | ----------------- | -------------------------------------- |
| Zone 3       | Sismicité modérée | accélération = 1,1 m/s2                |

## Histoire

### Préhistoire et Protohistoire
Depuis toujours des populations se sont implantées en ces lieux pour en tirer profit ou en défendre l'accès.
La présence de l'homme est attestée dès le Néolithique grâce à la découverte de matériel au bord de la rivière le Girondan (haches polies, céramique non tournée, ossements d'animaux). Les fouilles ont mis au jour des haches et des pointes de flèches du Néolithique. 
Robert Royer a également découvert des foyers de l'âge du bronze et des éléments de la vie quotidienne des Gaulois, attestant l'existence d'une ferme. L'occupation gauloise du site se situe autour de l'actuelle église.

### Antiquité et Moyen Âge
Pendant la longue période d'occupation romaine qui suit (jusqu'aux Ve et VIe siècles) se développe une villa gallo-romaine aux dimensions très importantes, qui constitue la pièce majeure du site archéologique du Vernay. Le site évolue progressivement, avec la transformation partielle de la villa en résidence mérovingienne incorporant une chapelle, qui servira de base à la construction de l'église actuelle, maintes fois remaniée. Malgré sa localisation en bordure de marécage, à l'écart de tout habitat, elle demeure le principal lieu de culte de la commune.

### Époques contemporaine
Vers le 5 nivôse an II de la République Française, soit le 25 décembre 1793, la commune s'est momentanément appelée « Romain libre » avant de redevenir « Saint Romain » vers le 5 fructidor an III de la République Française (22 août 1795).

Le hameau de Barens abrite une curiosité historique, témoignage de la période napoléonienne. Dans un petit bâtiment est insérée une pierre d'angle  saillante constituée d'une sculpture monumentale de tête humaine. Elle représente dans une facture grossière la tête d'un homme aux cheveux ondulés portant un béret, avec ces inscriptions : GROS JEAN CLODE 19 A (gauche) / 1870 (face) / MAMBRE DE LA LEGION DE SAINT ELAINE. Il est possible que cette inscription fasse référence à la médaille de Sainte-Hélène créée en 1857 sous le Second Empire pour distinguer les soldats ayant participé aux guerres napoléoniennes (1792-1815).

## Politique et administration

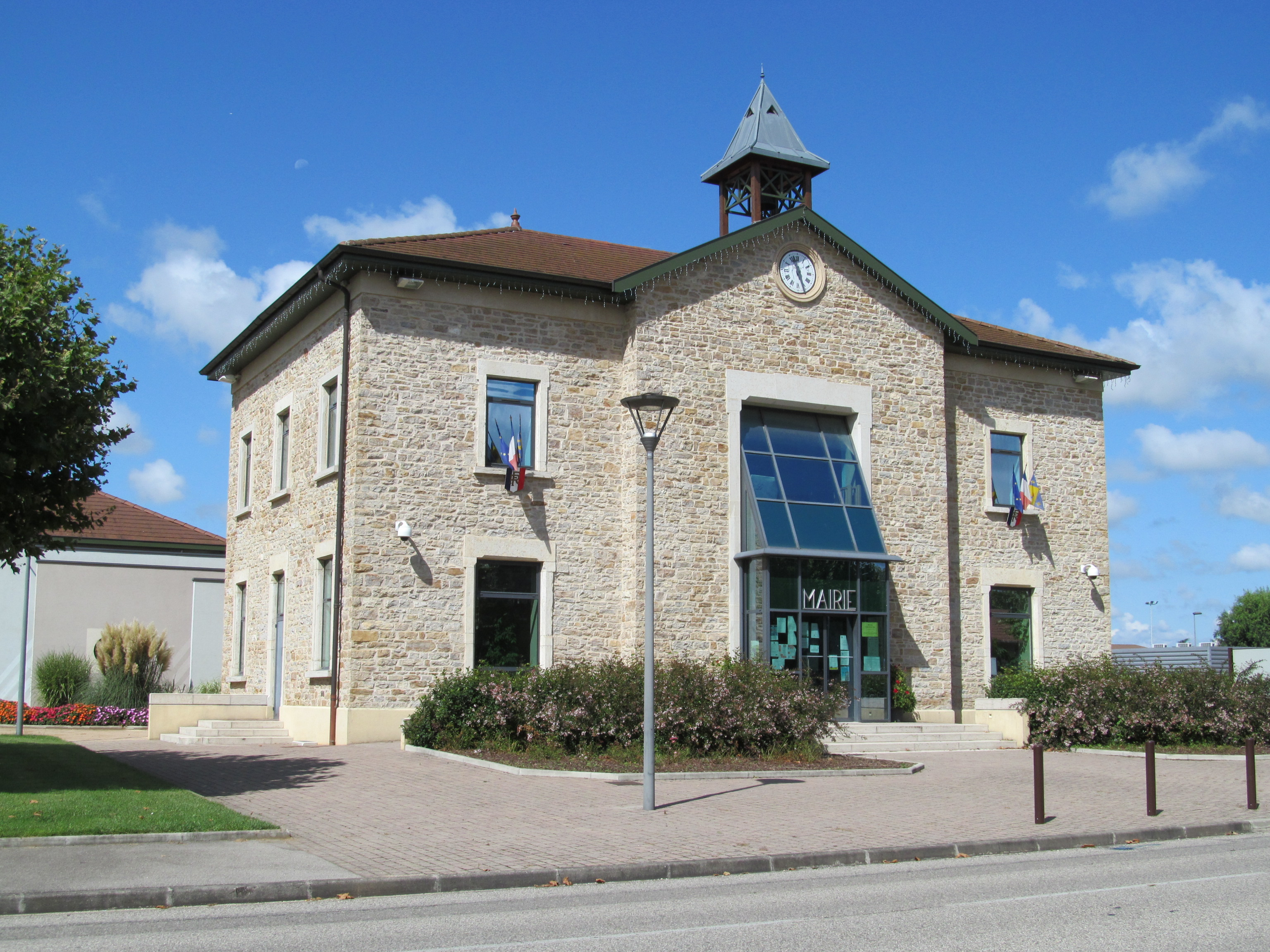
Mairie de Saint-Romain-de-Jalionas

### Administration municipale
Le nombre d'habitants au dernier recensement étant compris entre 2 500 et 3 499, le nombre de membres du conseil municipal est de 23.

### Tendances politiques et résultats
- Élections municipales de 2020 : 50,55 % (504 voix) pour Jérôme Grausi (Sans étiquette), 49,45 % (493 voix) pour Thierry Bekhit (Divers droite, maire sortant), 43,81 % de participation.

### Liste des maires
| Période                                  | Période                         | Identité                                                                               | Étiquette | Qualité                                  |
| ---------------------------------------- | ------------------------------- | -------------------------------------------------------------------------------------- | --------- | ---------------------------------------- |
| 16 décembre 1792                         | avril 1799 (Floréal an VII)     | Benoît Cochet Croix, devenu par la suite adjoint, décédé le 21/10/1809 dans la commune |           |                                          |
| avril 1799 (Floréal an VII)              | entre janvier 1807 et mars 1808 | Laurent Plantier                                                                       |           |                                          |
| mars 1808                                | décembre 1831                   | François Clément De Drujon De Beaulieu                                                 |           |                                          |
| décembre 1831                            | 1832                            | Joseph Candy, décédé le 04/10/1832 dans la commune                                     |           |                                          |
| octobre 1832                             | octobre 1844                    | Joseph Roux                                                                            |           |                                          |
| octobre 1844                             | avril 1848                      | François Clément De Drujon De Beaulieu, décédé dans la commune le 03/09/1848           |           |                                          |
| avril 1848                               | octobre 1848                    | Gaspard Candy CADET                                                                    |           |                                          |
| octobre 1848                             | août 1852                       | Jean Pierre Morellet                                                                   |           |                                          |
| août 1852                                | mai 1867                        | Antide Philibert Grindon                                                               |           |                                          |
| mai 1867                                 | septembre 1870                  | Joseph Parent                                                                          |           |                                          |
| septembre 1870                           | février 1875                    | Sylvain Guichard                                                                       |           |                                          |
| février 1875                             | octobre 1876                    | Joseph Guillaudon                                                                      |           |                                          |
| octobre 1876                             | août 1884                       | François Parent                                                                        |           |                                          |
| août 1884                                | août 1888                       | Claude Allabert                                                                        |           |                                          |
| août 1888                                | août 1892                       | Louis Giroud                                                                           |           |                                          |
| août 1892                                | minimum 1902                    | Benoît-André Bernaix                                                                   |           |                                          |
|                                          |                                 |                                                                                        |           |                                          |
| ?                                        | mars 1977                       | M. de Moncuit                                                                          |           |                                          |
| mars 1977                                | mars 1989                       | Georges Blériot                                                                        | DVD       |                                          |
| Les données manquantes sont à compléter. |                                 |                                                                                        |           |                                          |
| juin 1995                                | mars 2014                       | Georges Blériot                                                                        | DVD       |                                          |
| mars 2014                                | mars 2020                       | Thierry Bekhit                                                                         | DVD       |                                          |
| mars 2020                                | En cours                        | Jérôme Grausi                                                                          | SE        | Chef de projet régional pour Pôle emploi |
| Les données manquantes sont à compléter. |                                 |                                                                                        |           |                                          |

## Population et société

### Démographie
L'évolution du nombre d'habitants est connue à travers les recensements de la population effectués dans la commune depuis 1793. Pour les communes de moins de 10 000 habitants, une enquête de recensement portant sur toute la population est réalisée tous les cinq ans, les populations de référence des années intermédiaires étant quant à elles estimées par interpolation ou extrapolation. Pour la commune, le premier recensement exhaustif entrant dans le cadre du nouveau dispositif a été réalisé en 2008.

En 2022, la commune comptait 3 405 habitants, en évolution de +4,7 % par rapport à 2016 (Isère : +3,07 %, France hors Mayotte : +2,11 %).
| 1793 | 1800 | 1806 | 1821 | 1831 | 1836 | 1841 | 1846 | 1851 |
| ---- | ---- | ---- | ---- | ---- | ---- | ---- | ---- | ---- |
| 383  | 395  | 383  | 511  | 501  | 510  | 528  | 592  | 630  |

| 1856 | 1861 | 1866 | 1872 | 1876 | 1881 | 1886 | 1891 | 1896 |
| ---- | ---- | ---- | ---- | ---- | ---- | ---- | ---- | ---- |
| 683  | 668  | 600  | 578  | 603  | 587  | 590  | 574  | 556  |

| 1901 | 1906 | 1911 | 1921 | 1926 | 1931 | 1936 | 1946 | 1954 |
| ---- | ---- | ---- | ---- | ---- | ---- | ---- | ---- | ---- |
| 516  | 539  | 552  | 560  | 563  | 543  | 423  | 506  | 533  |

| 1962 | 1968 | 1975  | 1982  | 1990  | 1999  | 2006  | 2008  | 2013  |
| ---- | ---- | ----- | ----- | ----- | ----- | ----- | ----- | ----- |
| 601  | 659  | 1 179 | 1 816 | 2 461 | 2 749 | 2 993 | 3 067 | 3 172 |

| 2018  | 2022  | - | - | - | - | - | - | - |
| ----- | ----- | - | - | - | - | - | - | - |
| 3 324 | 3 405 | - | - | - | - | - | - | - |

### Enseignement
La commune est rattachée à l'académie de Grenoble. Deux écoles publiques sont gérées par la commune; une école maternelle et une école primaire.
Le collège le plus proche est le collège Lamartine de Crémieu. Les lycées publics les plus proches sont les lycées La Pléiade (Lycée général et technologique) et l'Odyssée (lycée professionnel) situés à Pont-de-Chéruy. Le lycée privé le plus proche est le lycée agricole Paul-Claudel à Crémieu.

### Manifestations culturelles et festivités
Le Brandon
Cette fête est célébrée chaque année, à l'occasion du 3e samedi du mois de mars.
Pour fêter l'arrivée du printemps, les enfants de l'école primaire se réunissent le mercredi avant le brandon, déguisés (un peu comme pour Halloween) et vont à la rencontre des habitants pour leur demander des œufs, du sucre, de la farine...
Avec ces produits sont réalisées gaufres, crêpes... Tout est vendu lors du brandon au profit du sou des écoles de la commune. Les enfants font également brûler monsieur Carnaval (grande poupée piquée sur une grande croix en bois).
La kermesse
La Kermesse est organisée par « le sou des écoles », avec de nombreuses activités : tir à la carabine, la boule à bill, le kart, château gonflable, poney, le casse-boîtes...
Les écoles font des spectacles, les élèves de la maternelle font le matin et les élèves de primaire font l'après-midi. Tout l'argent collecté pendant la journée est reversé au « sou des écoles » pour ensuite organiser des voyages scolaires pour les maternelles et primaires. Par exemple, les élèves de CM2 partent une journée au ski.
Les Jalionades
Se faisant en été (souvent vers fin juin), les Jalionades sont un rassemblement de personnes, allant de la primaire à la retraite, pour des épreuves sportives, pendant une journée. Elles sont organisées sous la forme de jeux olympiques où plusieurs équipes représentent des pays. Elles sont organisées par le comité d'animation de Saint-Romain-de-Jalionas.

### Santé
Saint-Romain-de-Jalionas possède un médecin généraliste ainsi qu'un cabinet dentaire au centre commercial le Girondan. Une pharmacie est également à disposition des habitants.
Les hôpitaux les plus proches sont ceux de Bourgoin-Jallieu, Décines-Charpieu et Ambérieu.
La commune se trouve à l'intérieur du périmètre concerné par le Plan Particulier d’Intervention (PPI) de la centrale nucléaire de Bugey. En février 2016, l'asociation SDN Bugey demande aux élus qu’un panneau avec le message « Zone à évacuer d’urgence en cas d’accident nucléaire majeur » soit installé définitivement dans cette commune.

### Médias
Historiquement, le quotidien à grand tirage Le Dauphiné libéré consacre, chaque jour, y compris le dimanche, dans son édition du Nord-Isère, un ou plusieurs articles à l'actualité de la communauté de communes, ainsi que des informations sur les éventuelles manifestations locales, les travaux routiers, et autres événements divers à caractère local.
La commune est située sur l'aire de diffusion de radio Ici Isère, une radio publique qui émet sur tout le territoire du département de l'Isère.

### Culte
La communauté catholique et l'église de Saint-Romain-de-Jalionas (propriété de la commune) sont rattachées à la paroisse catholique Saint-Martin de l'Isle Crémieu qui elle-même est rattachée au diocèse de Grenoble-Vienne.

## Économie
Une zone artisanale de 10 ha se développe progressivement et offre des emplois sur la commune. Saint-Romain-de-Jalionas fait partie de la communauté de communes Les Balcons du Dauphiné, mais bénéficie néanmoins de toutes les infrastructures des villes de Tignieu-Jameyzieu et de Pont-de-Chéruy situées à 2 km.

## Culture locale et patrimoine

### Lieux, monuments et traditions

#### L'église Saint-Romain et l'ancien presbytère
L'église paroissiale Saint Romain est la seule église du village depuis l'époque médiévale, et pleinement intégrée au site archéologique du Vernai.
Elle a probablement été construite au IXe ou Xe siècle, puis au XIIIe siècle, un château appartenant au dauphin est accolé au mur nord.
Le château est détruit lors des guerres entre le Dauphiné et la Savoie à une date encore inconnue.
En 1849, les parties hautes du clocher sont reconstruites  par Hugues Quenin, tandis qu'une nouvelle nef orientée nord-sud est construite en 1875, réutilisant l'ancienne nef en transept.
L'église est inscrite au titre des monuments historiques par arrêté du 12 mars 2010.
L'ancien presbytère, situé dans le prolongement du transept de l'église, résulte de l'agrandissement en 1836 de l'ancienne cure, datée du XVIe siècle.
Il est lui-même inscrit au titre des monuments historiques par arrêté du 12 mars 2010. Il est également propriété de la commune, et sert de local permanent pour les fouilles archéologiques.

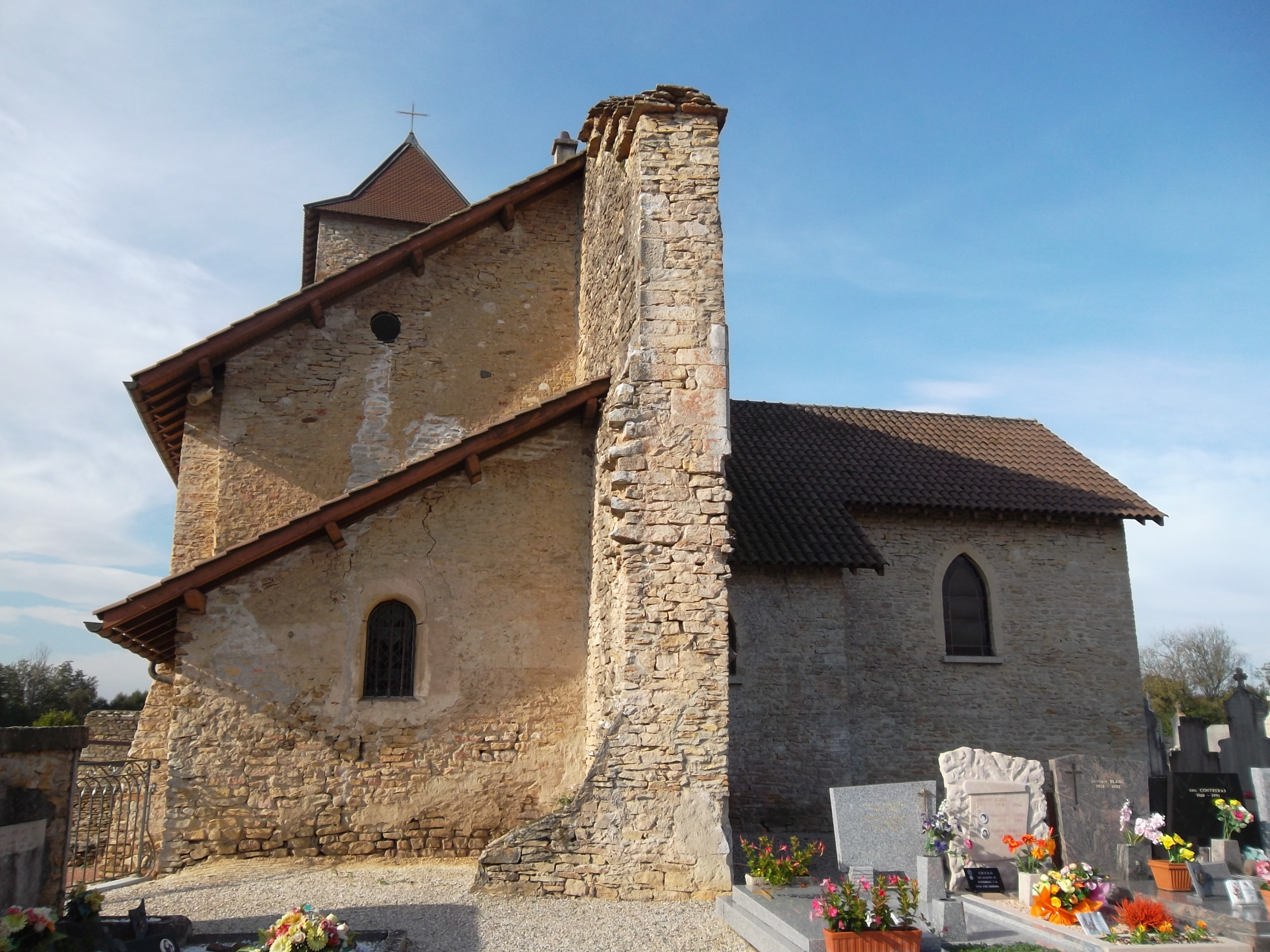
Façade est, avec le transept (g.) et la nef (d.).
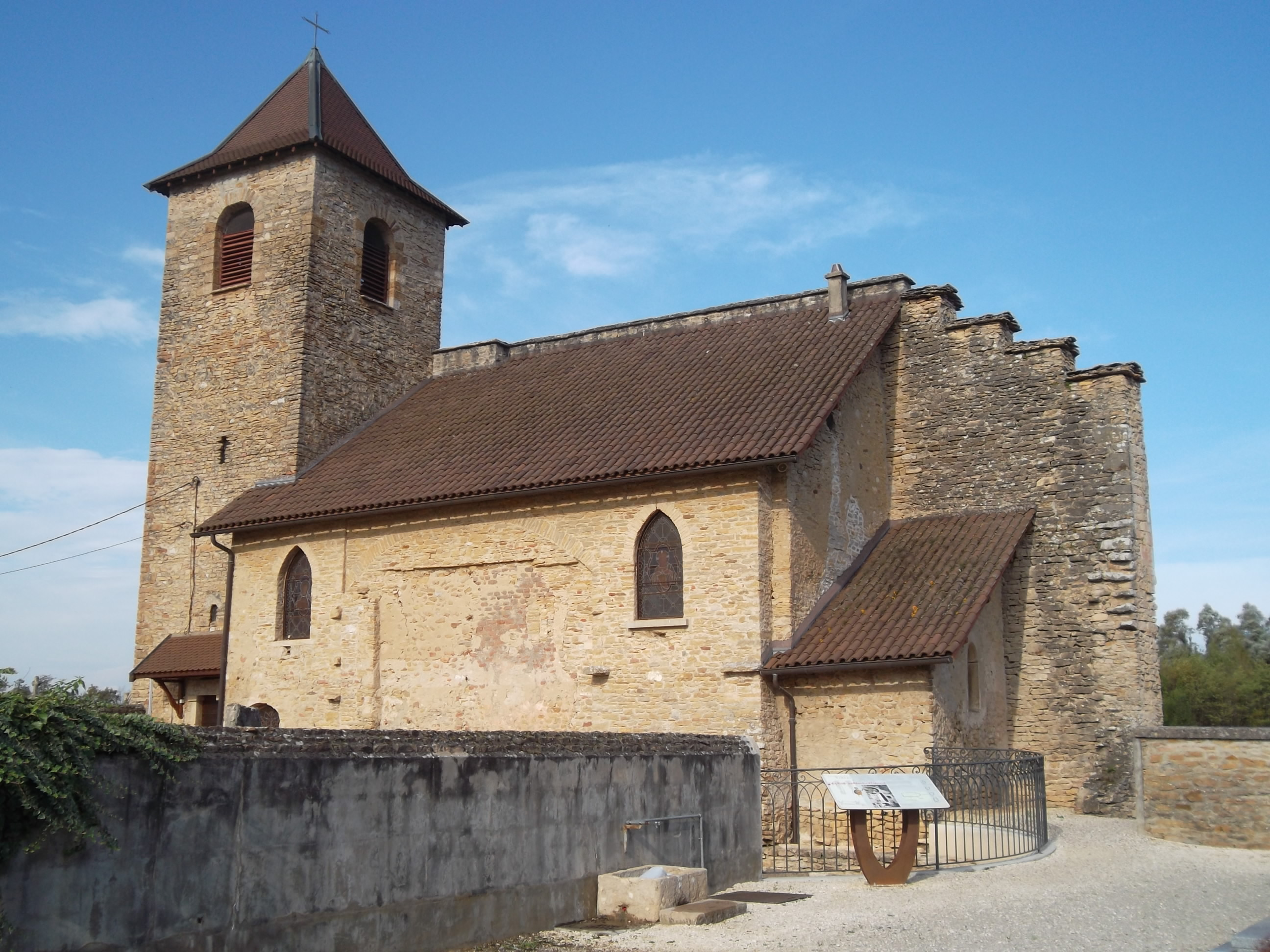
Façade sud et clocher.
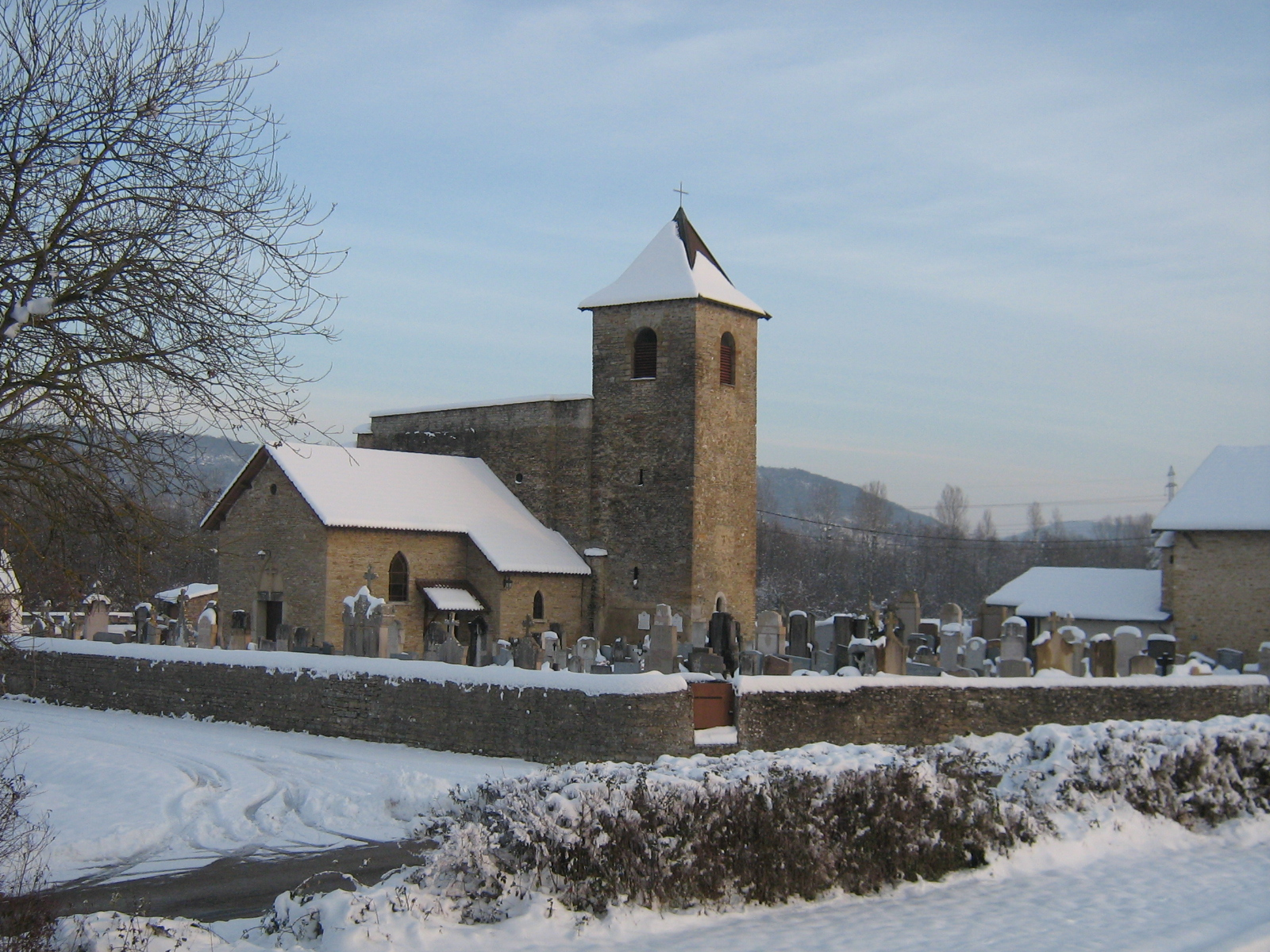
L'église en hiver.

#### Site archéologique du Vernay
Le site archéologique du Vernay, fouillé sporadiquement entre 1967 et 1985, puis régulièrement à partir de 1995, est le principal témoignage archéologique de la commune. La villa gallo-romaine, de dimensions extraordinaires, en fait un site exceptionnel pour la région.

#### Moulin du Peillard

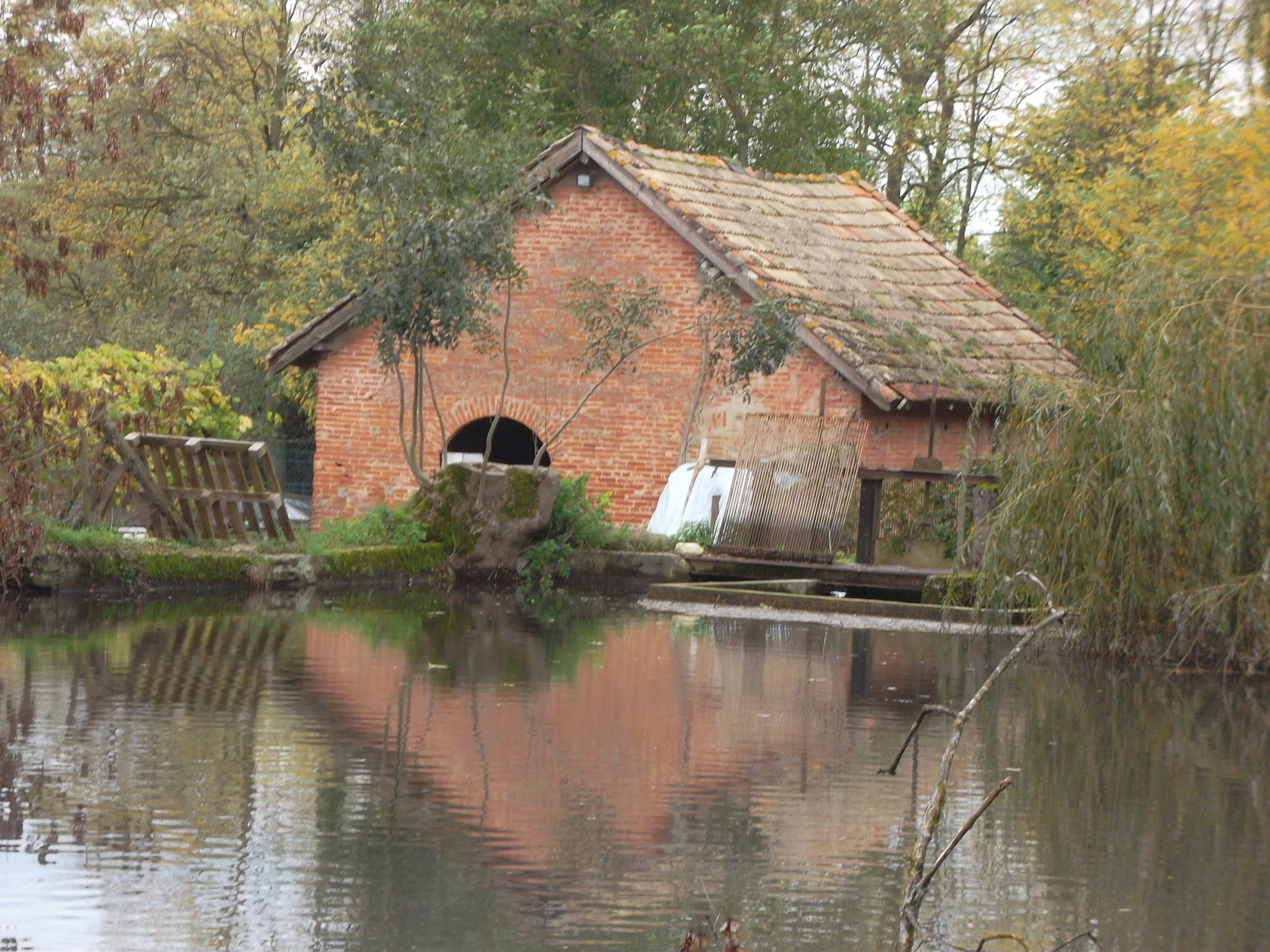
Le moulin à eau

Le Moulin du Peillard existait déjà au Moyen Âge et on le retrouve sur la carte de Cassini au XVIIIe siècle. Il est possible de le visiter quatre fois par an lors de la Fête du Pain, la Fête des Moulins, les Journées du Patrimoine et la Fête du Goût organisées par les Amis du Moulin du Peillard.
Il est alimenté par le Girondan, affluent du Rhône, qu'on appelle également le Girondin sur les cartes de l'ONEMA. On peut voir sur la place du village, au niveau du pont, le barrage mobile qui permet d'alimenter en eau le moulin. Un système ingénieux qui ne prend que la hauteur de 70 cm d'eau sur la rivière et laisse passer le surplus par-dessus : on parle de déversoir. Le principal avantage est de ne pas avoir à le relever en cas de crue, car l'eau passera par-dessus. Si on le lève quand même, alors on amplifie la crue... En réalité le barrage est relevé simplement pour le nettoyage.
En dehors des 4 visites, le hameau du Moulin du Peillard est un lieu de promenade agréable les dimanches ensoleillés.
Situé rue des Moulins, à côté de l'étang, on y accède à partir de la place du Village (en suivant le panneau « Le Moulin du Peillard »).

### Héraldique, logotype et devise
| Blason de Saint-Romain-de-Jalionas | Blason  | D’azur à la barre rocheuse d’or en fasce mouvant des flancs, sur une terrasse de sable, à la tour crénelée de quatre pièces d’argent, ajourée de sable, à dextre, et au clocher aussi d’argent, essoré de gueules, ajouré et croiseté aussi de sable, à senestre, les soubassements des deux édifices sommés d’une double corniche ouverte du même, à la filière de gueules brochant sur ces soubassements, à l’amphore romaine du même, sa base mouvant de la pointe de l’écu et brochant entre les deux monuments sur la filière, chargée en chef sous le col de l’inscription « VILLA LVCINIVS » en lettres capitales de sable ordonnées sur deux lignes en arc soutenues d’un dauphin aussi d’or. |
| Blason de Saint-Romain-de-Jalionas | Détails | Le statut officiel du blason reste à déterminer. |

## Personnalité liées à la commune
- Louis Ravaz (né à Saint-Romain-de-Jalionas en 1863 — décédé à Montpellier en 1937), un ampélographe français et l'un des créateurs de la viticulture moderne